# ویدن (ناحیه ژدار ناد سازاوو)
ویدن (به چکی: Vídeň) یک منطقهٔ مسکونی در جمهوری چک است که در ناحیه ژدار ناد سازاووو واقع شده‌است. ویدن ۷٫۸۳ کیلومتر مربع مساحت و ۴۲۶ نفر جمعیت دارد و ۵۱۴ متر بالاتر از سطح دریا واقع شده‌است.